# إدوارد أ. بيكون
إدوارد أ. بيكون (بالإنجليزية: Edward A. Bacon)‏ هو شخصية أعمال أمريكي، ولد في 1897، وتوفي في 1968.